# Mercedes-Benz V 297
La Mercedes-Benz EQS (désignation interne V 297) est une voiture électrique luxueuse de Mercedes-Benz Group. Les dimensions sont similaires à celles de la Classe S actuelle, la Type 223, mais l'EQS est attribué à la sous-marque Mercedes-Benz EQ. Le véhicule a été présenté le 15 avril 2021, l'étude Mercedes-Benz Vision EQS avait déjà été présentée en 2019 au Salon de l'automobile de Francfort. Une version de Mercedes-AMG a suivi en septembre 2021. Comme la Classe S, le véhicule est fabriqué à l'usine 56 de Sindelfingen,.
L'EQS SUV présenté le 19 avril 2022 reprend la même base technique.

## Conception
Avec l'EQS, Mercedes-Benz a introduit la forme de carrosserie "one-bow" (à un arc), qui rompt avec la silhouette classique d'une berline à malle, avec un arc large et des transitions fluides entre les composants individuels. Le véhicule de série n'a pas les roues de 24 pouces de l'étude, mais des roues légèrement plus petites entre 19 et 22 pouces. Daimler appelle la forme de l'avant "Black Panel" et propose, entre autres, le motif Mercedes-Benz sur demande dessus - un trident stylisé qui fait référence à l'étoile Mercedes. Sur demande, le modèle standard peut être équipé de phares à projection Digital Light à l'avant. Les feux arrière ont une nouvelle disposition hélicoïdale à l'intérieur (conception en hélice 3D). Les feux avant et arrière sont chacun reliés par une bande lumineuse.

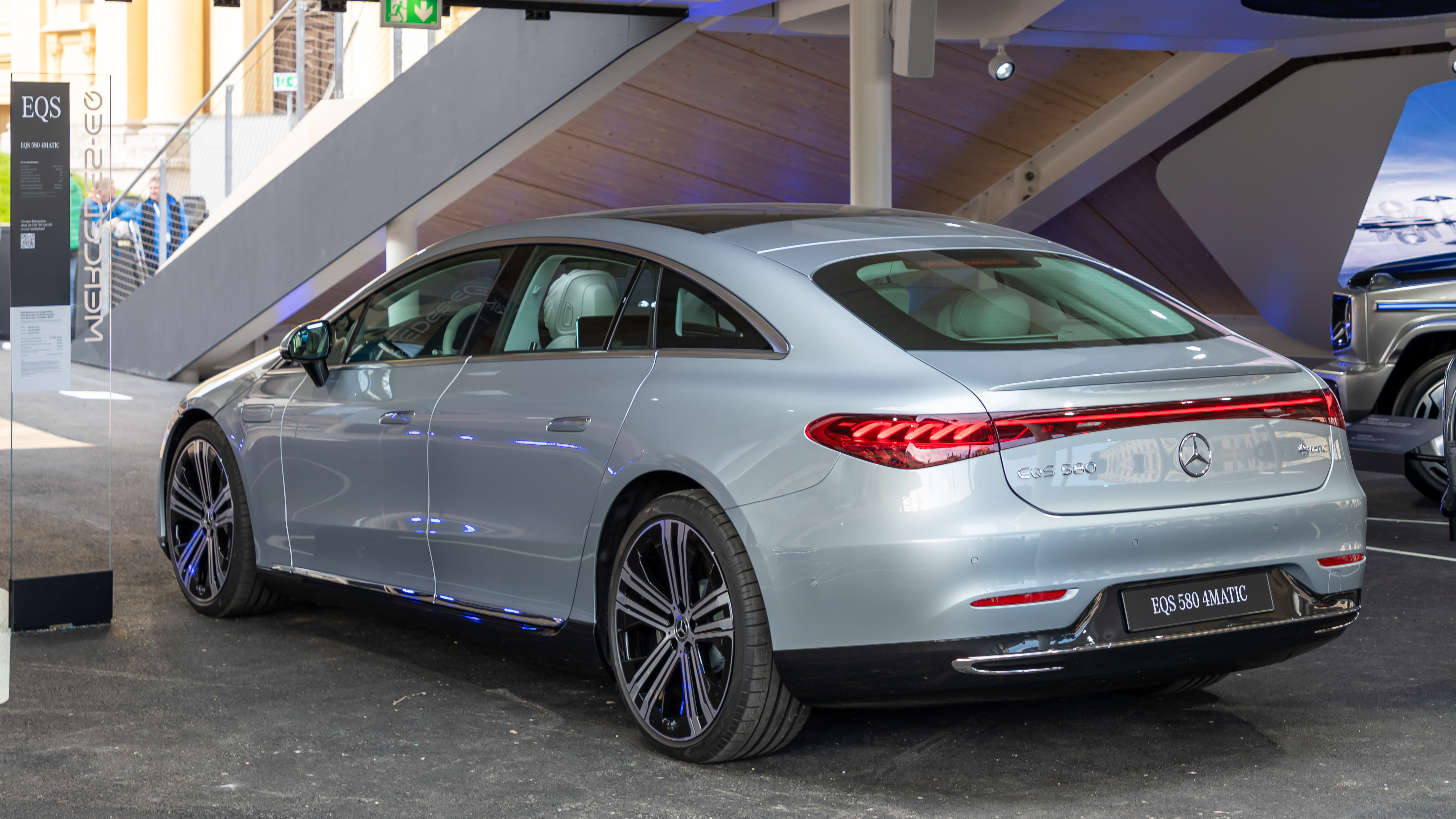
Vue arrière.
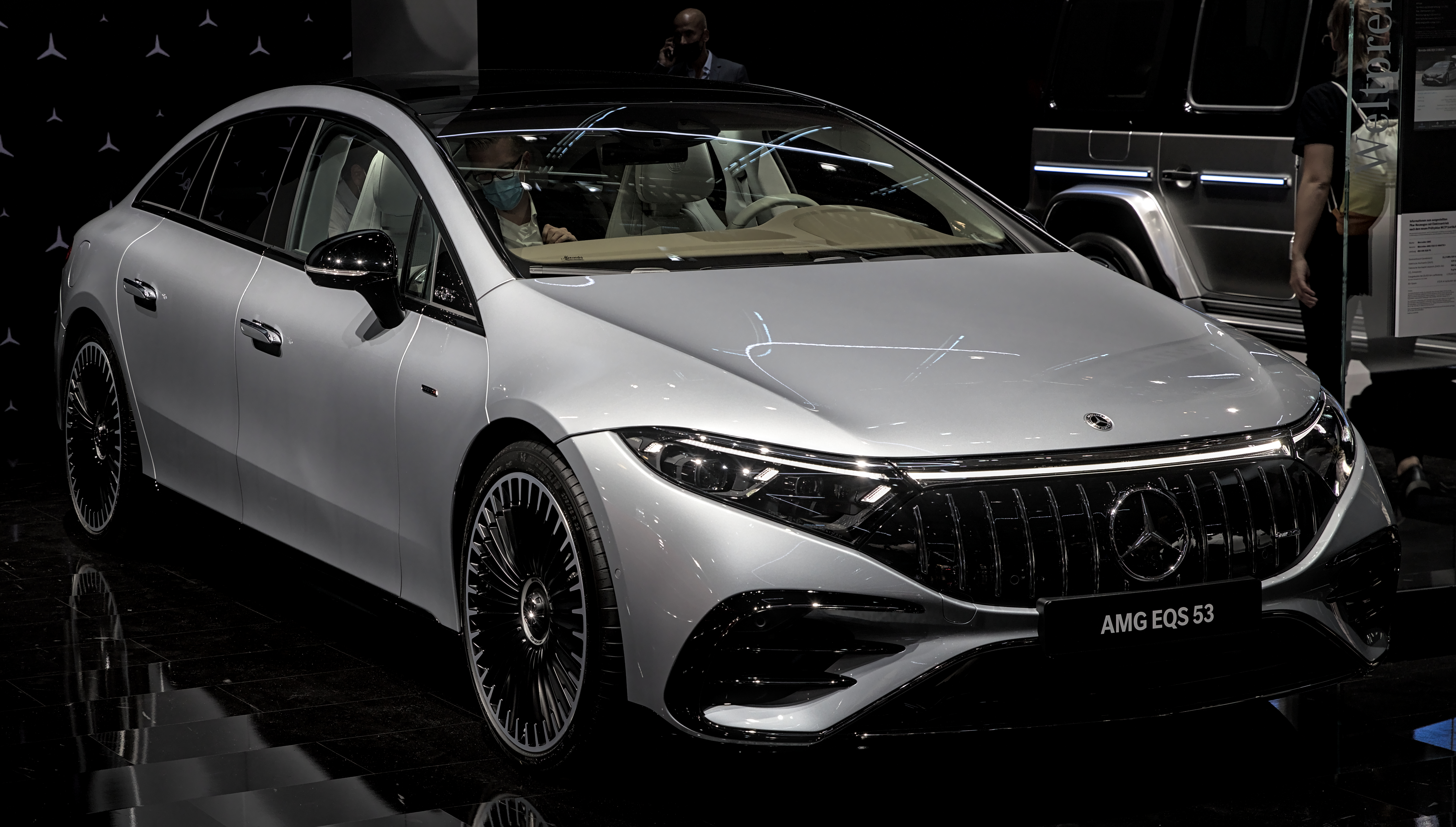
Mercedes EQS 53 AMG.
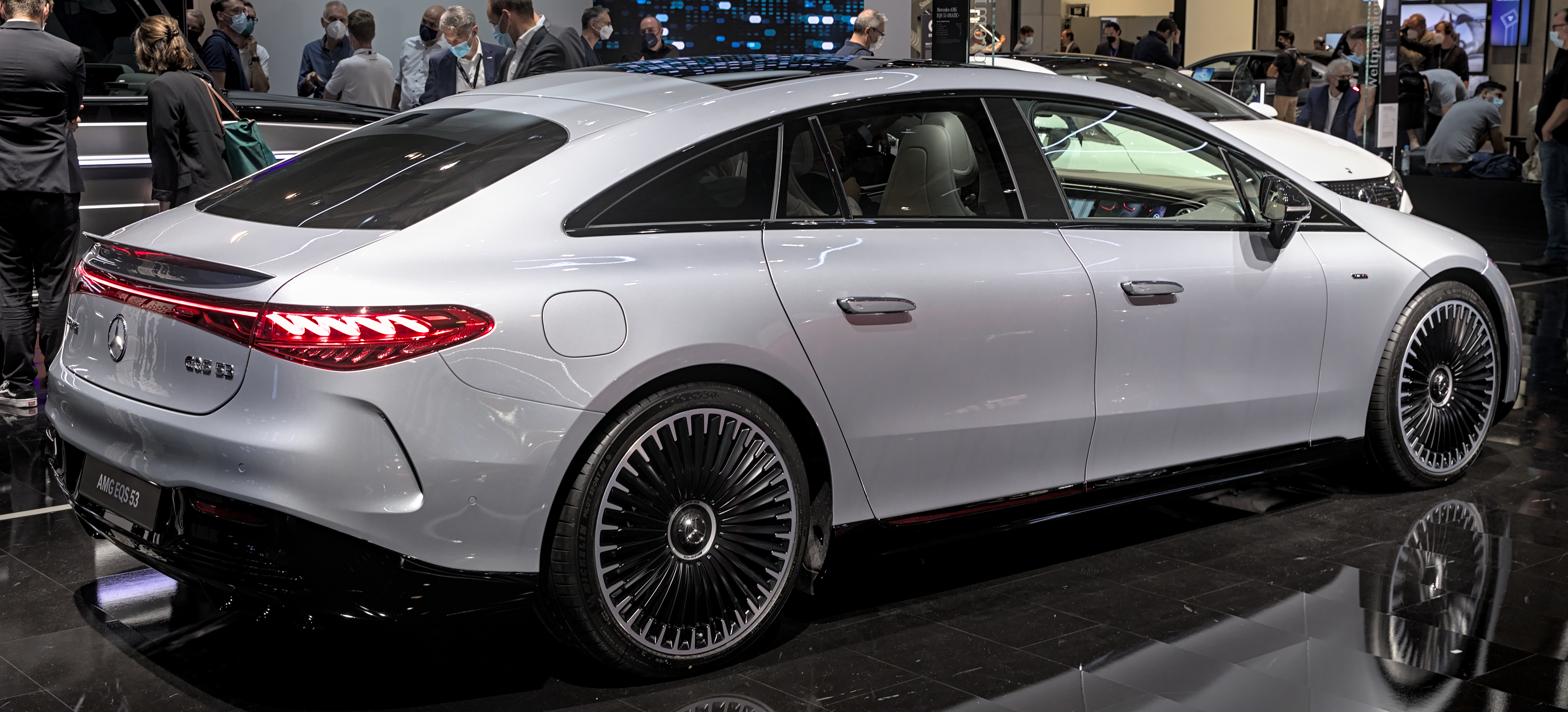
Vue arrière.
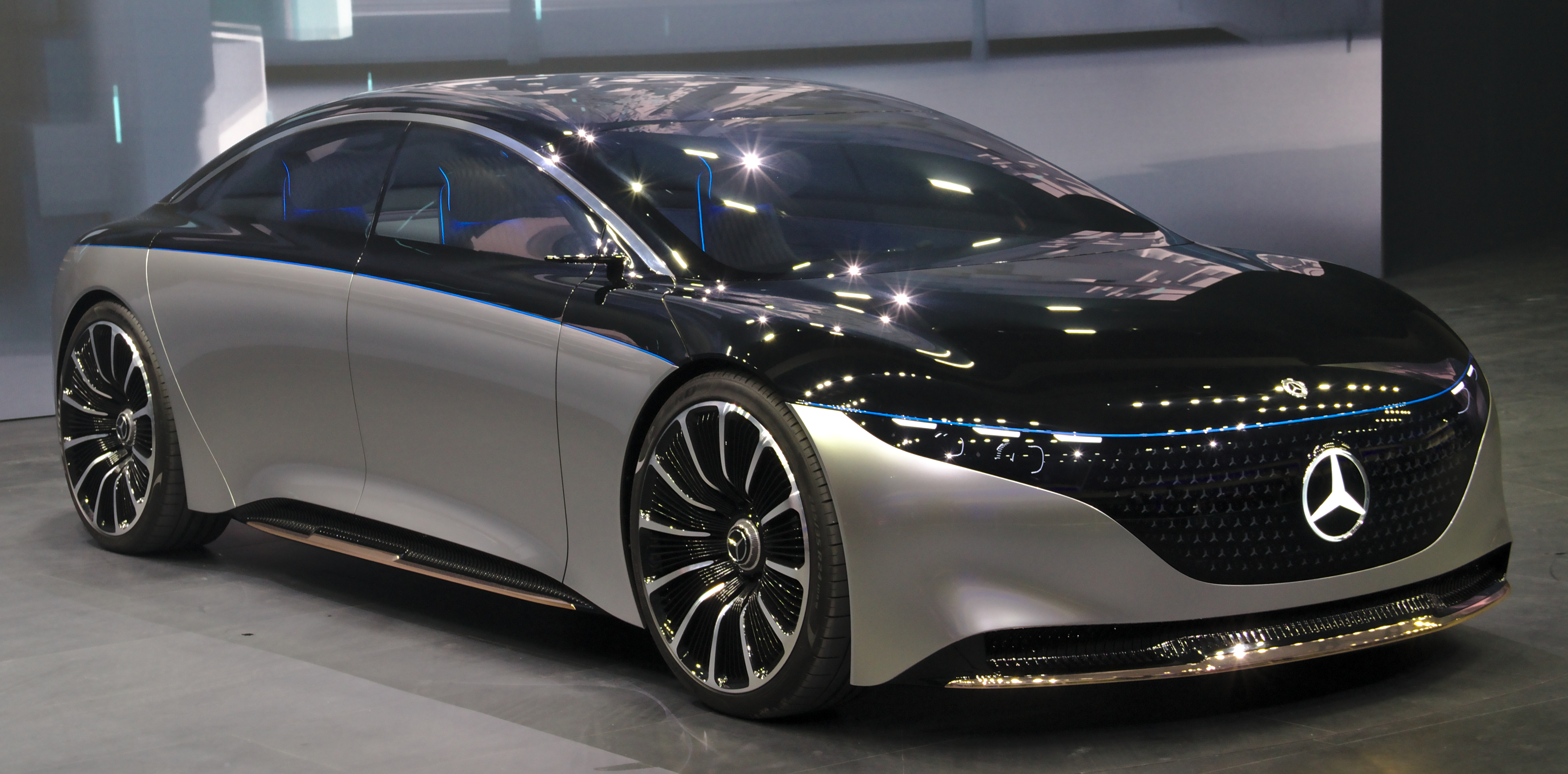
Concept Vision EQS d'une longueur de 5,30 m[5], Salon de l'automobile de Francfort 2019.

### Intérieur

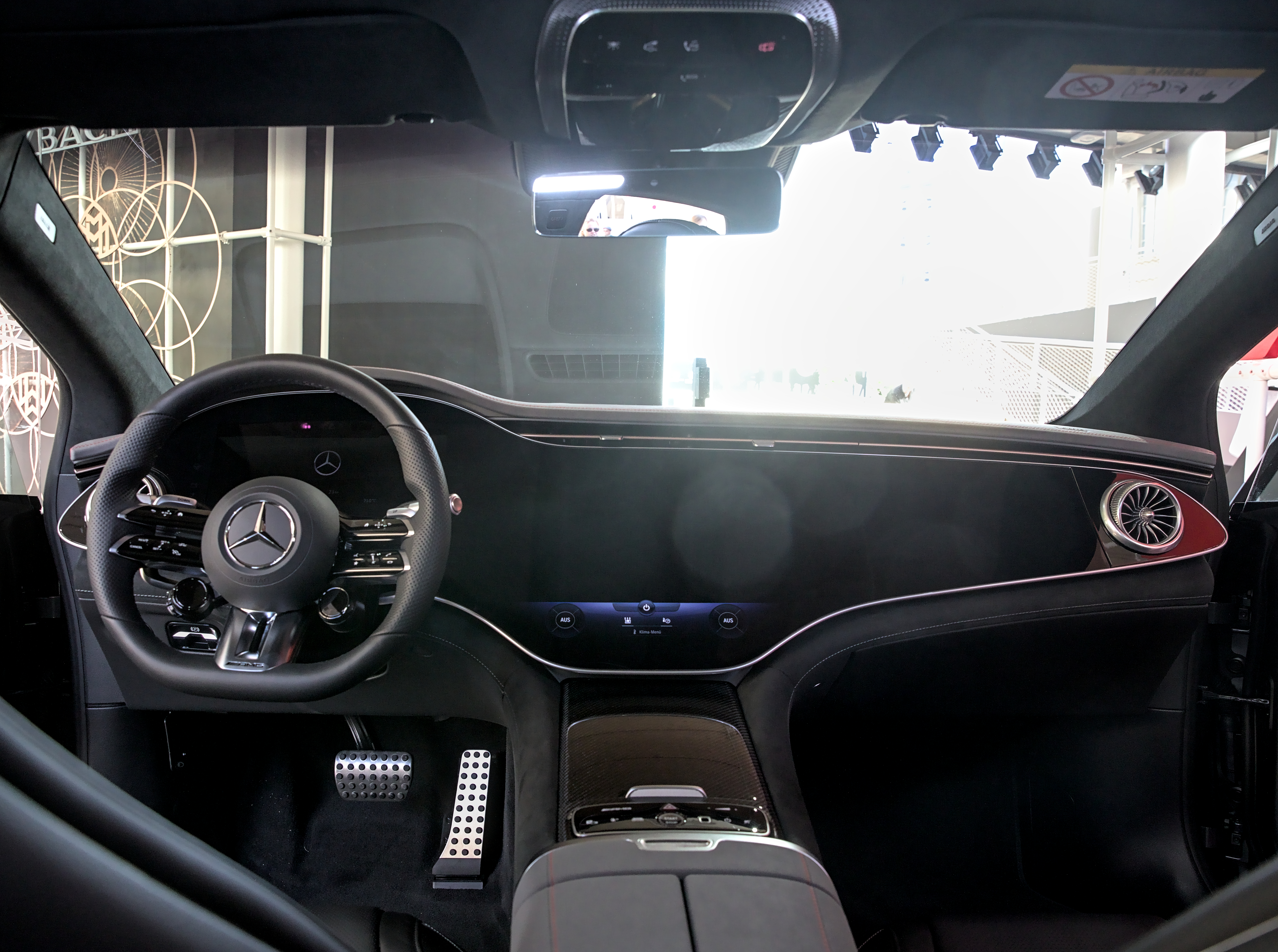
Intérieur.

En termes de design intérieur, le véhicule innove, car il s'agit de la première plate-forme entièrement électrique de l'entreprise. L'élément le plus marquant de cette nouvelle direction est le tableau de bord avec écrans optionnels ("MBUX Hyperscreen"). Il se compose d'une vitre de protection qui s'étend sur toute la largeur du véhicule et qui reprend la forme d'un tableau de bord classique. Même les bouches d'aération émergent de la surface en verre. L'écran de gauche montre au conducteur les données nécessaires, le grand écran central et le petit écran de droite devant le passager ont des commandes tactiles avec retour haptique, l'hyper écran MBUX est utilisé à l'aide de menus simples - toutes les fonctions sont directement accessibles depuis le niveau supérieur ("Zero Layer") - et "Magic Modules" - le système affiche directement les éléments de menu appropriés, niveau supérieur, soit en fonction du contexte, soit en fonction du comportement appris avec l'utilisateur - il est particulièrement facile. De plus, il y a la commande vocale, familière des autres systèmes MBUX.
Sans l'Hyperscreen MBUX, le cockpit est similaire à celui de l'actuelle Classe S, la W 223.
Le véhicule ne disposant pas de tunnel central, la console centrale semble flotter librement dans l'espace et offre des espaces de stockage supplémentaires et des ports USB sous les commandes.
Les panneaux de porte comportent des éléments de conception avec une architecture intérieure actuelle. L'accoudoir avec les commandes des lève-vitres est destiné à représenter un panneau autonome.
L'éclairage ambiant, connu d'autres gammes, est une bande lumineuse continue sur le tableau de bord et les portes, qui assume éventuellement des fonctions supplémentaires dans l'EQS, telles que l'avertissement d'autres véhicules sur le côté (assistant d'angle mort) lors du changement de voie,.

## Sécurité
À l'automne 2021, l'EQS a été testé pour la sécurité des véhicules par l'Euro NCAP. Elle a reçu cinq étoiles sur cinq possibles.

## Technologie
Le véhicule est basé sur la plate-forme "Modular Electrical Architecture" (MEA), appelée EVA II en interne. La technologie d'éclairage numérique de Mercedes est utilisée dans les phares, qui peuvent projeter des symboles sur la route à l'aide de projecteurs d'hologrammes. Des portes à ouverture électrique sont disponibles sur demande.

### Transmission et batterie
La transmission de l'EQS est électrique et se compose d'un (uniquement à l'arrière) ou de deux moteur électrique de Valeo Siemens montés entre les essieux. Le modèle EQS 450+ a une puissance de 245 kW, la version à traction intégrale EQS 580 4Matic a une puissance de 385 kW. L'autonomie est spécifiée jusqu'à 770 kilomètres selon la procédure d'essai mondiale harmonisée pour les véhicules légers. La vitesse de pointe est limitée à 210 km/h. Avec 107,8 kWh nets, l'EQS possède la plus grande batterie actuellement utilisée dans une voiture de série. Elle peut être rechargée jusqu'à 80 % en 30 minutes environ. La capacité de charge maximale aux stations de charge rapide correspondantes est d'environ 200 kW. Les cellules lithium-ion installées dans l'EQS sont issues d'un partenariat stratégique avec le fabricant chinois CATL. Ce sont des cellules NCM avec un rapport nickel:cobalt:manganèse de 8:1:1. Mercedes accorde une garantie de dix ans ou 250 000 kilomètres sur la batterie. Les versions AMG ont la même batterie, mais la puissance maximale est plus élevée, jusqu'à 560 kW. Le modèle de base, l'EQS 350, dispose d'une batterie avec un contenu énergétique de 90,6 kWh et une puissance maximale de 215 kW. Les cellules installées dans cette batterie sont produites par le fabricant chinois Farasis Energy.

### Records du monde aérodynamique
Depuis la production en série en 2021, la Mercedes EQS détient le nouveau record mondial du coefficient de traînée (cx), 0,20, parmi tous les véhicules de série homologués pour la route,.

#### Histoire ancienne
Les voitures électriques Tesla Model S de 2012 et Hyundai Ioniq de 2016 et la Prius IV hybride, qui ont été conçues pour être très profilées, ont des coefficients de traînée de 0,24. La Tesla Model 3 détenait le nouveau record du monde en 2017 avec 0,23. Selon Daimler, le cx de la nouvelle Classe A berline a été réduit de 0,24 à 0,22, de sorte que de 2018 à 2021, la Classe A détenait le record du monde parmi tous les véhicules de série,.

### Châssis
L'essieu avant est une suspension à quatre bras, l'essieu arrière est la suspension multibras habituelle de chez Mercedes. Avec l'EQS, l'essieu arrière peut braquer jusqu'à 4,5 degrés. A des vitesses inférieures à 60 km/h, les roues arrière se braquent dans le sens opposé aux roues avant, ce qui donne un rayon de braquage de 11,9 m. Si vous le souhaitez, l'angle de braquage peut être augmenté à 10 degrés, ce qui réduit le rayon de braquage à 10,9 m. Cela peut également être activé plus tard par voie hertzienne. Au-dessus de 60 km/h, les roues avant et arrière braquent dans le même sens. La suspension pneumatique de la voiture permet d'abaisser la carrosserie à grande vitesse. En mode Sport, l'abaissement est de 20 mm à partir de 120 km/h.

### Conduite automatisée
Comme la Classe S, l'EQS est disponible avec le soi-disant Drive Pilot depuis mai 2022. Avec le niveau d'autonomie 3, elle peut être conduite dans diverses situations sur 13 191 kilomètres de l'autoroute allemande. En cas d'accident, le constructeur et non le conducteur serait responsable.

## Matériaux
Le véhicule est principalement composé de matériaux durables. Le bois provient de forêts locales, comme pour le concept car, les tissus décoratifs du véhicule sont fabriqués à partir de déchets plastiques de la mer et les tissus en microfibres à partir de bouteilles en PET recyclées. Du bois d'érable moiré a été utilisé dans le tableau de bord. La carrosserie se compose d'un mélange de matériaux en acier, en aluminium et en polymère renforcé de fibres de carbone. Pour le modèle, 80 % d'acier secondaire est utilisé pour la carrosserie. Les cellules de batterie sont fabriquées selon un processus neutre en CO₂, utilisant 100 % d'énergie renouvelable. Les cellules individuelles sont transformées en batteries par la filiale de Daimler, Deutsche Accumotive.

## Aspects financiers et autres
Au moment de la présentation de la version de série en avril 2021, l'EQS pouvait être rechargée gratuitement aux bornes de recharge rapide Ionity pendant un an et la redevance de base est supprimée pendant trois ans avec le programme Mercedes Me Charge.
Selon le patron de Mercedes, Ola Källenius, Mercedes gagne moins par EQS vendu qu'un modèle comparable avec un moteur à combustion en raison des coûts de production plus élevés des véhicules électriques.

## Véhicules d'essai

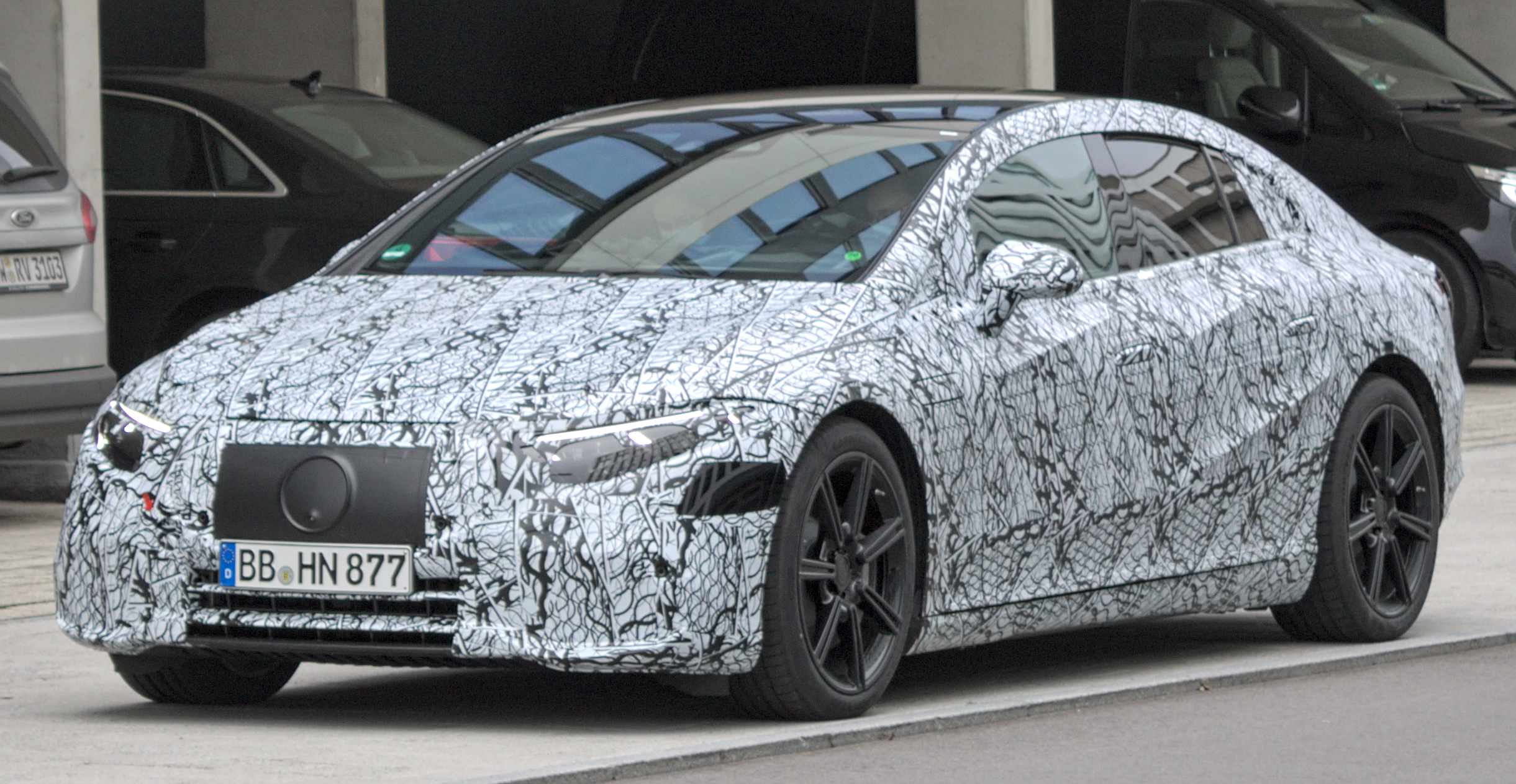
Mulet de l'EQS en novembre 2020 à Böblingen.
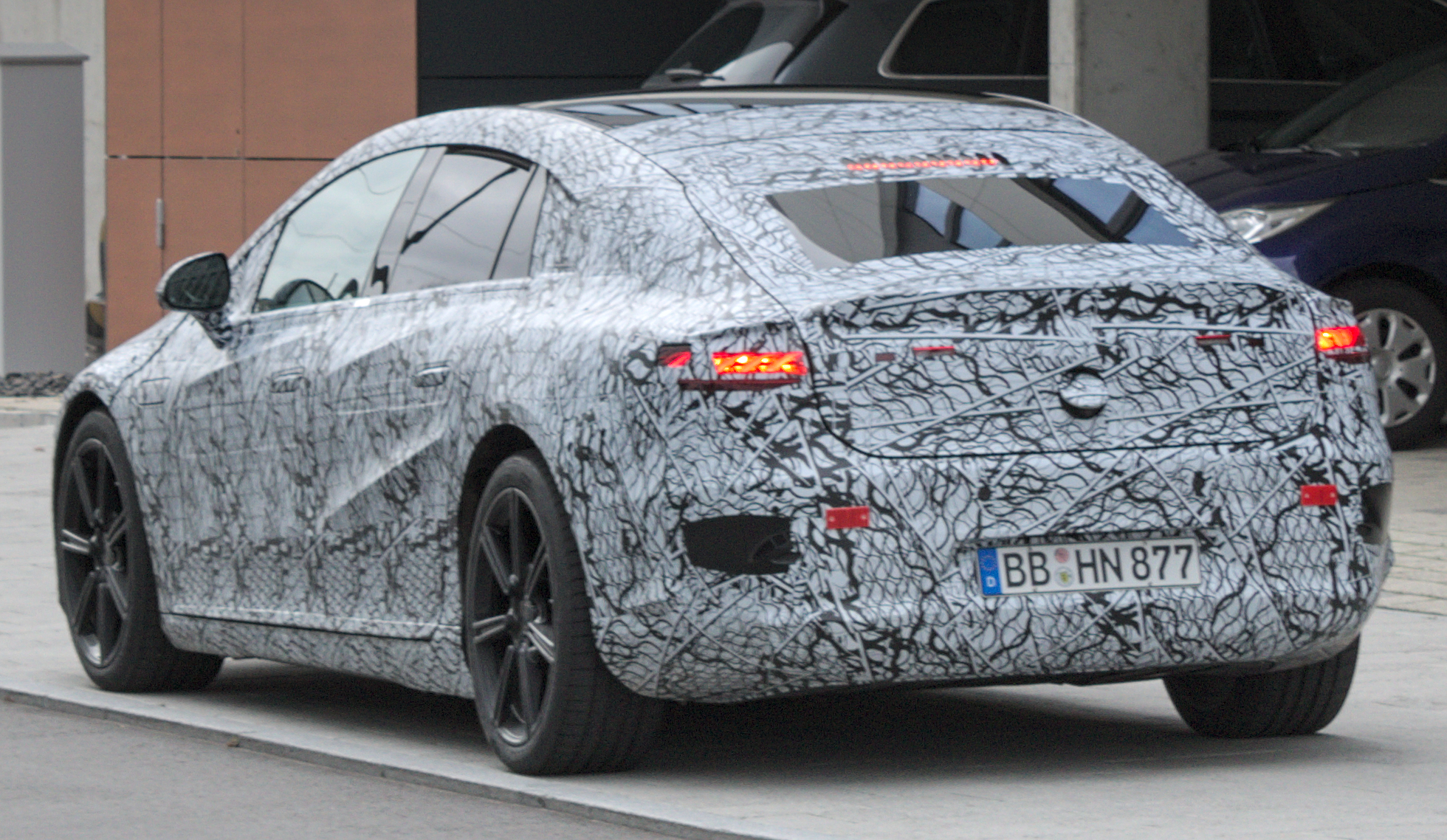
Vue arrière.

## Chiffres de vente
Au cours de la première année de vente, 2021, 554 EQS ont été nouvellement enregistrés en République fédérale d'Allemagne. En 2022, il c'était 2 717 unités.